# Библ, Константин
Константин Библ (чеш. Konstantin Biebl; 26 февраля 1898[…], Славетин — 12 ноября 1951[…], Прага[…]) — чешский поэт.

## Биография
Константин Библ родился 26 февраля 1898 года в маленьком городке Славетине, что в 8 км от Лоуни (Богемия) в семье дантиста. Его отец совершил самоубийство в 1916 году. В том же году Константин был призван в армию и участвовал в Первой мировой войне. Воевал в Галиции и на Балканском фронте. После войны лечился от туберкулёза. В 1921—1924 годах был членом литературной группы в городе Брно, а в 1934 году участвовал в формировании сюрреалистической группы в Праге.
В 1949 году Библ заболел панкреатитом и лечился в Карловых Варах. В 1951 году вышел самый большой сборник его стихов «Без опасений» (и в самом большом тираже — свыше 10 000 экземпляров). 12 ноября 1951 совершил самоубийство, выбросившись из окна своего дома в Праге. Причина самоубийства осталась до конца не ясной.

## Творчество
В 1923 году был опубликован сборник «Путь к людям», который был написан совместно с А. Ражем. В 1924 году вышел сборник «Верный голос». Оба сборника носят гуманистический характер и ознаменовали вступление Библа в чешскую литературу. Следующий романтический цикл «Перелом» (1925) отражают революционную атмосферу того времени. Опубликованные в дальнейшем сборники носят антивоенный (сборник «Новый Икар»; 1929), антиколониальный («С кораблём, что привозит чай и кофе»; 1928) характеры. За сборник «Без опасений» (1951), который также носит антивоенный характер, Библ был посмертно удостоен Государственной премии (1952).